# 12412 Muchisachie
12412 Muchisachie este un asteroid din centura principală de asteroizi.

## Descriere
12412 Muchisachie este un asteroid din centura principală de asteroizi. A fost descoperit pe 20 septembrie 1995 la Kitami de Kin Endate și Kazuro Watanabe. Asteroidul prezintă o orbită caracterizată de o semiaxă mare de 2,37 ua, o excentricitate de 0,15 și o înclinație de 6,9° în raport cu ecliptica.